# 12월 9일
12월 9일은 그레고리력으로 343번째(윤년일 경우 344번째) 날에 해당한다.

## 사건
- 1950년 - 대한민국의 원산 철수 작전.
- 1966년 - 바베이도스, 유엔 가입.
- 1971년 - 아랍에미리트, 유엔 가입.
- 2011년 - 인도 콜카타의 AMRI 병원(en:AMRI Hospitals)에서 화재가 발생, 89명 사망함.
- 2011년 - 인천 공항철도에서 작업을 하던 근로자들이 열차에 치어 5명이 사망하였다.
- 2013년 - 한국철도공사의 철도노조가 그해 12월 30일까지 파업에 들어갔다.
- 2016년 - 대한민국 국회에서 18대 박근혜 대통령 탄핵 소추안이 가결되었다. 이로써 박근혜는 대통령 직무정지 처분을 받았고, 황교안 국무총리가 대통령직 권한대행을 시작했다.

## 문화
- 1987년 - 마이크로소프트에서 윈도우 2.0이 출시되었다.
- 1991년 - 대한민국 SBS (호출부호 HLSQ-TV, 당시 채널 6번) 개국.
- 2016년 - SRT가 개통되었다.

## 탄생
- 1594년 - 스웨덴의 국왕 30년 전쟁 프로테스탄트측 지도자 구스타브 2세 아돌프. (~1632년)
- 1608년 - 영국의 시인 밀턴. (~1674년)
- 1852년 - 폴란드계 미국의 물리학자 앨버트 마이켈슨. (~1931년)
- 1868년 - 독일의 화학자 프리츠 하버. (~1934년)
- 1903년 - 대한민국의 제3·4대 국회의원 이정희. (~1981년)
- 1911년 - 일본의 군인 세지마 류조. (~2007년)
- 1917년 - 미국의 물리학자, 연구원 제임스 레인워터. (~1986년)
- 1922년 - 미국의 배우, 희극인 레드 폭스. (~1991년)
- 1925년 - 대한민국의 로마 가톨릭교회 주교 김옥균. (~2010년)
- 1929년
  - 미국의 배우, 영화 감독 존 카사베티스. (~1989년)
  - 오스트레일리아의 제23대 총리 밥 호크. (~2019년)
- 1930년 - 과테말라의 군인, 정치인 오스카르 움베르토 메히아 빅토레스. (~2016년)
- 1933년 - 브라질의 영화배우 밀톤 곤칼베스. (~2022년)
- 1934년 - 영국의 배우 주디 덴치.
- 1938년 - 영국의 인도계 영화 감독 워리스 후세인.
- 1942년 - 미국의 배우 딕 버트커스. (~2023년)
- 1945년 - 대한민국의 외교관 김재섭. (~2016년)
- 1948년 - 대한민국의 사회운동가 박기서. (~2025년)
- 1953년
  - 대한민국의 경제학자 김기원. (~2014년)
  - 미국의 배우 존 말코비치.
  - 일본의 전 야구 선수, 현 야구 감독 오치아이 히로미쓰.
- 1954년 - 미국의 정치인 필 브라이언트.
- 1957년
  - 대한민국의 바둑 기사 강훈.
  - 미국의 싱어송라이터, 편곡가, 음반 프로듀서, 배우, 무용가, 방송MC, 성우, 소설가 도니 오즈먼드.
- 1959년 - 북한 무장간첩의 희생자 이승복. (~1968년)
- 1962년 - 미국의 배우 펄리시티 허프먼.
- 1963년
  - 러시아의 정치인 세르게이 다르킨.
  - 일본의 황실 마사코 황후.
- 1966년 - 미국의 정치인 키어스틴 질리브랜드.
- 1967년
  - 대한민국의 배우 이황의.
  - 일본의 축구 선수 모리시타 히토시. (~2025년)
  - 미국의 바이올리니스트 조슈아 벨.
  - 미국의 피겨 스케이팅 선수 카린 카다비.
- 1968년 - 미국의 전 프로레슬링 선수 커트 앵글.
- 1969년
  - 프랑스의 전 축구 선수 빅상트 리자라쥐.
  - 대한민국의 영화감독 김태용.
  - 미국의 전 야구 선수 마이크 피어리.
- 1970년
  - 대한민국의 가수 박서진.
  - 대한민국의 가수 유진.
- 1971년 - 잉글랜드의 영화 프로듀서 에마 토머스.
- 1972년 - 미국의 음악가 트레 쿨.
- 1974년 - 미국의 셰프 주디 주.
- 1975년 - 대한민국의 영화배우 정명진.
- 1976년
  - 대한민국의 배우 배수빈.
  - 미국의 정치인 브라이언 벤자민.
- 1978년 - 대한민국의 배우 기태영.
- 1979년 - 일본의 성우 하세 유리나.
- 1980년
  - 대한민국의 가수 겸 작곡가 서엘.
  - 대한민국의 배우 차현우.
  - 일본의 배우 타카하시 잇세이.
- 1981년 - 미국의 테니스 선수 마디 피시.
- 1982년 - 일본의 전 배우 오카모토 아야.
- 1983년
  - 대한민국의 가수 이영훈.
  - 대한민국의 문재인 대통령의 딸 문다혜.
- 1984년
  - 대한민국의 래퍼 백찬 (8eight).
  - 일본의 성우 마키구치 마유키.
- 1986년
  - 대한민국의 희극인 정범균.
  - 대한민국의 축구 선수 김준.
  - 대한민국의 아나운서 김주영.
- 1987년 - 중화인민공화국의 배우 탕이신.
- 1988년
  - 대한민국의 뮤지컬 배우 이주영.
  - 대한민국의 화가 김현정.
- 1989년 - 대한민국의 가수 정희철 (제국의 아이들).
- 1990년
  - 독일의 가수 라피.
  - 대한민국의 기업인 김민식.
- 1992년
  - 브라질의 권투 선수 베아트리스 페헤이라.
  - 대한민국의 가수 미래.
- 1993년 - 대한민국의 기타리스트 이령.
- 1994년
  - 대한민국의 방송인 우정잉.
  - 대한민국의 희극인 남희정.
  - 태국의 탁구 선수 수타시니 사웨타붓.
  - 스페인의 유도 선수 프란시스코 가리고스.
- 1995년 - 대한민국의 가수 나현 (소나무).
- 1996년
  - 미국의 가수 알렉사.
  - 홍콩의 가수 비비 (이달의 소녀).
  - 미국의 배우 리아 루이스.
- 1997년 - 잉글랜드의 축구 선수 하비 반스.
- 1998년 - 대한민국의 리그 오브 레전드 프로게이머 오진영.
- 1999년
  - 대한민국의 가수 김성준.
  - 대한민국의 축구 선수 김진성.
  - 브라질의 축구 선수 곤잘루 슈노르 노르나리.
- 2000년 - 대한민국의 인터넷 방송인 원정상.
- 2003년
  - 대한민국의 가수 유나 (ITZY).
  - 대한민국의 가수 혜주.
- 2004년
  - 대한민국의 가수 재이.
  - 영국의 배우 니코 파커.
- 2005년 - 일본의 가수 니키.

## 사망
- 1565년 - 224대 로마의 교황 교황 비오 4세. (1499년~)
- 1669년 - 238대 로마의 교황 교황 클레멘스 9세. (1600년~)
- 1916년 - 일본의 문학가 나쓰메 소세키. (1867년~)
- 1931년 - 이탈리아의 정치인 안토니오 사란드라. (1853년~)
- 1943년 - 미국의 극작가 에드거 앨런 울프. (1881년~)
- 1945년 - 대한제국의 교육자 겸 기독교운동가 윤치호. (1865년~)
- 1968년 - 북한 무장간첩의 희생자 이승복. (1959년~)
- 1972년 - 독일의 배우, 영화감독 윌리엄 디터리. (1893년~)
- 1994년 - 대한민국의 기업인, 정치가 남현식. (1947년~)
- 2002년 - 일제강점기 독립운동가 엄기선. (1929년~)
- 2003년 - 대한민국의 아동문학가 윤석중. (1911년~)
- 2004년
  - 대한민국의 기업인 이맹기. (1925년~)
  - 대한민국의 전 외무부장관 김동조. (1918년~)
  - 대한민국의 정치인 이민우. (1915년~)
- 2007년 - 대한민국의 작사가 박건호. (1949년~)
- 2014년 - 미국의 배우 메리 앤 모블리. (1937년~)
- 2015년 - 일본의 소설가 노사카 아키유키. (1930년~)
- 2017년 - 대한민국의 정치인 오치성. (1926년~)
- 2018년 - 미국의 물리학자 리카르도 자코니. (1931년~)
- 2019년 - 대한민국의 기업인 김우중. (1936년~)
- 2020년
  - 대한민국의 정치인 신국환. (1939년~)
  - 대한민국의 정치인 정광호. (1922년~)
  - 이탈리아의 축구 선수 파올로 로시. (1956년~)
  - 벨라루스의 정치인 뱌차슬라우 케비치. (1936년~)
- 2021년
  - 이탈리아의 영화감독 리나 베르트뮐러. (1928년~)
  - 미국의 정치학자 로버트 저비스. (1940년~)
- 2024년 - 일본의 아나운서 오구라 토모아키. (1947년~)

## 기념일
- 세계 반부패의 날 (International Anti-Corruption Day)
- 독립기념일: 탕가니카

## 같이 보기
- 전날: 12월 8일 다음날: 12월 10일 - 전달: 11월 9일 다음달: 1월 9일
- 음력: 12월 9일
- 모두 보기